# Xanthichthys caeruleolineatus
Xanthichthys caeruleolineatus is een straalvinnige vissensoort uit de familie van trekkervissen (Balistidae). De wetenschappelijke naam van de soort is voor het eerst geldig gepubliceerd in 1978 door John Ernest Randall, Keiichi Matsuura en Akira Zama.